# Geldwäsche & Recht
Die juristische Fachzeitschrift Geldwäsche & Recht (GWuR) befasst sich mit Rechtsfragen zum Thema Geldwäsche. Sie bietet Beiträge, Informationen und Analysen zu den aktuellen Entwicklungen in Gesetzgebung, Aufsicht und Rechtsprechung.

## Zielgruppe
Verpflichtete des Finanz- und Nichtfinanzsektors sowie deren Aufsichtsbehörden, interne und externe Geldwäschebeauftragte.

## Herausgeber und Redaktion
Ständige Mitarbeiter sind Simone Breit, Jan-Wolfgang Kröger, Nicholas P. Schoch und Marcus Sonnenberg.

## Wissenschaftlicher Beirat
Emanuel H.F. Ballo, Steffen Barreto da Rosa, Michael Bartsch, Florentine Braun-Lorenz, Jens Bülte, Mohamad El-Ghazi, Michael Findeisen, Thora Funken, Joachim Kaetzler, Lars-Heiko Kruse, Peter Langweg, Hildegard Reppelmund, Dirk Scherp, Markus Stief, Daniel Volp und Andreas Walter.

## Schriftleitung
Jacob Philip Emmanuel Wende und Penelope Schneider.